# کاروانسرای طاقه کوچک
کاروانسرای طاقه کوچک مربوط به اواسط دوره قاجار است و در رشت، ضلع شمالی بازار، جنب مسجد جامع واقع شده و این اثر در تاریخ ۲۵ اسفند ۱۳۷۹ با شمارهٔ ثبت ۳۳۶۹ به‌عنوان یکی از آثار ملی ایران به ثبت رسیده است.